# Tricentrus spathodei
Tricentrus spathodei är en insektsart som beskrevs av Ananthasubramanian 1982. Tricentrus spathodei ingår i släktet Tricentrus och familjen hornstritar. Inga underarter finns listade i Catalogue of Life.